# Redemptionis Sacramentum
Redemptionis Sacramentum è un'istruzione preparata dalla Congregazione per il culto divino e la disciplina dei sacramenti, in collaborazione con la Congregazione per la dottrina della fede che descrive in dettaglio come l'eucaristia dovrebbe essere svolta per evitare gravi abusi da parte di vescovi, sacerdoti, diaconi e fedeli.
Il documento è stato approvato da papa Giovanni Paolo II il 19 marzo 2004, solennità di San Giuseppe, ed è stato presentato dal cardinale Francis Arinze, prefetto della Congregazione per il culto divino e la disciplina dei sacramenti il 23 aprile 2004.

## Contenuto
L'istruzione afferma che i fedeli hanno sempre il diritto di ricevere la Comunione sulla lingua. Nei luoghi dove la Conferenza episcopale con l'approvazione della Santa Sede ha previsto che i fedeli possano ricevere la comunione sulla mano, i fedeli possono optare anche per questa modalità, senza che i ministri sacri possano opporsi. I fedeli hanno diritto di ricevere l'Eucaristia in piedi o in ginocchio, secondo quanto stabilito dalla Conferenza episcopale con l'approvazione della Santa Sede. Tuttavia se ricevono l'Eucaristia in piedi è bene che mostrino gli opportuni segni di riverenza.
L'istruzione raccomanda che si mantenga l'uso del piattino per la Comunione dei fedeli, per evitare cadute accidentali delle particole.
Il documento vieta anche che i fedeli possano prendere da soli o si distribuiscano fra di loro le Specie eucaristiche, anche nella Messa nuziale.
Si ammette che il fedele possa comunicarsi una seconda volta nella stessa giornata, ma solo se partecipa alla celebrazione eucaristica o per modo di viatico.
Al capitolo VIII, il testo obbliga i fedeli a segnalare eventuali abusi liturgici all'Ordinario diocesano.